# Атіка бінт Зейд
Атіка бінт Зейд аль-Адавійя (араб. عاتكة بنت زيد, кириліз.: Атіка бінт Зейд) — ісламська учена і поетеса в Аравії VII століття. Вона була ученицею (сахаба) ісламського пророка Магомета. Атіка була однією з дружин другого халіфа Умара ібн аль-Хаттаба. Вона була поетесою, відомою тим, що перебувала у шлюбі з трьома мусульманами, які загинули мучениками (шахідами).

## Раннє життя
Вона була дочкою Зейда ібн Амра, члена клану Аді з курайшитів у Мецці, та Умм Курц Сафії бінт аль-Хадрамі.:186 Її братом був Саїд ібн Зейд.:296 Їхнього батька було вбито 605 року.:102–103
Імовірно, Атіка була ще дитиною, коли 610 року Магомет оголосив себе пророком.:281 Саїд був серед перших навернених,:116:299 і Атіка теж стала мусульманкою.:186

## Особисте життя
За своє життя Атіка брала шлюб кілька разів.

### Перший шлюб
Її першим чоловіком був її двоюрідний брат Зейд ібн аль-Хаттаб, який був принаймні на двадцять років старший за неї. Він також був мусульманином:294 і, мабуть, у його компанії Атіка приєднався до загальної еміграції до Медини 622 року.:186
Цей шлюб, очевидно, закінчився розлученням, оскільки до моменту загибелі Зейда в битві при Ямамі в грудні 632 року Атіка вже вийшла заміж вдруге.

### Другий шлюб
Її другим чоловіком був Абдулла ібн Абу-Бакр.:186:101 Говорили, що Абдулла поступився проханням Атіки і проводив з нею так багато часу, що був надто зайнятий, щоб воювати в ісламському війську.

#### Розлучення
Абу-Бакр покарав свого сина, наказавши йому розлучитися з Атікою. Однак Аль-Баладхурі каже, що причина, по якій Абу-Бакр наказав розлучитися, полягала в тому, що Атіка була безплідною.:267 Абдулла виконав наказ батька, але був убитий горем. Він написав для коханої вірші:
Я ніколи не чув, щоб такий чоловік, як я, розлучався з такою жінкою, як вона,

і щоб така жінка, як вона, розлучалася не з власної вини.
Врешті-решт Абдулі дозволили забрати Атіку до закінчення терміну очікування розлучення.:87

#### Смерть Магомета
Коли 632 року Магомет помер, Атіка склала для нього елегію.
Його верблюди самотні з вечора;

він їздив на них і був їхньою окрасою.

Я плачу за вождем з самого вечора,

і сльози ллються безперервно.

Твої дружини все ще лежать у непритомності

від горя, що зростає з кожною хвилиною;

вони зблідли, як списи,

що стає непотрібним і змінює свій колір;

вони лікують хронічну скорботу,

але біль відгукується на серці;

вони б'ють долонями по своїх прекрасних обличчях,

бо так буває в такі моменти.

Він був чудовим і обраним вождем.

Їхня релігія була об'єднана на істині.

Як я можу прожити довше, ніж Посланець,

який помер у призначений час?

#### Смерть Абдулли
Абдулла закріпив за Атікою велике майно за умови, що після його смерті вона не візьме новий шлюб.:186:267 Він помер у Медині в січні 633 року від старого бойового поранення, отриманого під час облоги Таїфа.:76 Атіка склав для нього елегію.
Клянуся, що очі мої не перестануть плакати за тобою

і шкіра моя вкриється пилом.:187:267
У наступні місяці вона відмовила кільком залицяльникам.:186

### Третій шлюб

#### Залицяння
Умар, майбутній другий халіф і двоюрідний брат батька Атіки (для неї самої доводився троюрідним дядьком), сказав їй, що вона помилилася, відмовившись від свого права взяти шлюб повторно, «відмовляючи собі в тому, що дозволив Бог».:187

#### Порушена обітниця
Після того, як Умар став халіфом,:70 і коли Айша дізналася, що Атіка порушила обітницю безшлюбності, вона надіслала їй повідомлення:
Клянуся, що очі мої не перестануть бути сухими для тебе,

і шкіра моя буде жовта від фарби.
Поверніть нам нашу власність!":267–268 Коли Алі також прочитав їм цей вірш, Умар попросив Атіку повернути земельні володіння.:187:268 Він залишив їй еквівалентну суму грошей, яку вона роздала як милостиню, щоб спокутувати порушення своєї обітниці перед Абд Аллахом.:267

#### Подружнє життя
Від шлюбу з Умаром Атіка народила сина на ім'я Іяд.:204
Атіка питала дозволу в Умара, чи можна їй відвідувати публічні молитви в мечеті. Умар вважав за краще, щоб його дружини залишалися вдома, і висловлював своє невдоволення мовчанням. Атіка сказала йому, що вона не збирається припиняти просити дозволу, і що вона буде ходити до мечеті, якщо він їй не заборонить. Він промовчав, мабуть, тому, що не міг заборонити те, що дозволив Пророк Магомет, і Атіка продовжувала відвідувати мечеть.:188–189

#### Смерть Умара
Вона була присутня в мечеті, коли у листопаді 644 року там був убитий Умар.:285 Вона складала для нього елегії.
Око, нехай сльози й плач твої будуть рясні

і не втомлюйся - над шляхетним вождем.

Смерть вразила мене при падінні вершника,

Видатного в день битви...:152
Співчутливий до близьких, твердий до ворогів,

надійний у часи негоди та відповідальний,

коли давав слово — його вчинки не суперечили словам,

швидкий до добрих справ і не похмурий.:130

### Четвертий шлюб

#### Умова
Після смерті Умара Атіка взяла шлюб із Зубайрома ібн аль-Аввамом.:101 Вона поставила умовою їхнього шлюбного контракту, що він не битиме її, що він і надалі дозволятиме їй відвідувати мечеть за бажанням і що він не відмовлятиме їй «у жодному з її прав».:88

#### Смерть Зубайра
Зубайр був убитий у Верблюжій битві в грудні 656 р.:83–86Атіка також склалав для нього елегію.
Якби його можна було розбудити, його б знайшли

не з тремтячим серцем і не з тремтячою рукою.

Вам пощастить, якщо ви знайдете когось схожого на нього

серед тих, хто залишився, хто приходить і йде ...

Якщо ти вбив мусульманина, то мусиш понести кару за вбивство.
Саме в цей момент люди почали говорити: «Нехай чоловік, який хоче бути шахідом, одружиться з Атікою бінт Зейд!»:89
Згодом четвертий халіф ісламу Алі сам зробив їй пропозицію, але вона сказала йому: «Я б не хотіла, щоб ти помер, о двоюрідний брате Пророка».:268 Незважаючи на це, Алі все одно помер шахідом, що змінило її погляди, а також погляди людей.

### Останній шлюб
Останнім чоловіком Атіки був Хусейн ібн Алі, який був на двадцять років молодший за неї. Його також вважали шахідом, оскільки він був убитий у Кербельській битві в жовтні 680 року.:89:268 Однак Атіка, очевидно, померла перед ним.

## Смерть
Атіка померла 672 року під час правління халіфа Омейядів Муавії I.